# Instytut Nauk Politycznych w Paryżu
Instytut Nauk Politycznych w Paryżu (fr. Institut d’études politiques de Paris), znany także jako Sciences Po  – elitarna uczelnia we Francji przynależąca do kategorii grandes écoles, regularnie zaliczana do najlepszych na świecie szkół nauk politycznych i relacji międzynarodowych.

## Historia
Uczelnia została założona jako Wolna Szkoła Nauk Politycznych (École Libre des Sciences Politiques) w 1872 roku w celem stworzenia nowej klasy politycznej we Francji po porażce w wojnie francusko-pruskiej. Od 1901 do 1935, szkołę kończyło 92.5% wszystkich francuskich wyższych urzędników publicznych. Model szkoły stał się inspiracją dla stworzenia w 1895 London School of Economics.
Po 1945 w ramach reform zainicjowanych przez Charles'a de Gaulle'a, szkoła zmieniła nazwę na Sciences Po i zyskała centralną rolę w ramach systemu kształcenia francuskich elit, jako szkoła wybierana przez potencjalnych kandydatów na Ecole Nationale d'Administration (ENA). W 2019 roku 80% przyjętych na ENA ukończyło Sciences Po.

## Charakterystyka
Sciences Po tradycyjnie oferuje zajęcia w zakresie nauk politycznych, a także historii, socjologii, prawa, finansów, biznesu, komunikacji, polityki społecznej i miejskiej, zarządzania i dziennikarstwa. 
Instytut zajął w 2020 roku drugie miejsce na świecie w rankingu uczelni wykładających nauki polityczne i stosunki międzynarodowe, zaraz po Uniwersytecie Harvarda. 
Siedziba uczelni znajduje się w Paryżu pod numerem 27 przy ulicy Saint-Guillaume, w VII dzielnicy.
Sciences Po oferuje studia na trzech poziomach: licencjackim (collège universitaire) w ramach jednego z siedmiu kampusów lokalnych, magisterskim w ramach z jednej z sześciu szkół profesjonalnych oraz doktorskim w ramach szkoły doktorskiej.

### Poziom licencjacki (collège universitaire)
Na poziomie licencjackim uczy się 4.000 uczniów, którzy realizują trzyletni multidyscyplinarny program łączący zagadnienia z zakresu nauk politycznych, ekonomii, prawa, oraz relacji międzynarodowych, spędzając dwa lata na kampusach regionalnych specjalizujących się w problematyce dotyczącej określonej sfery geograficznej:
- w Dijon kampus Europy Środkowej
- w Nancy: kampus krajów niemieckojęzycznych
- w Poitiers: kampus Ameryki Łacińskiej i Półwyspu Iberyjskiego
- w Mentonie: kampus Bliskiego Wschodu i Basenu Morza Śródziemnego
- w Hawrze: kampus Azji
- w Reims: kampus Ameryki Północnej oraz Afryki.

Kampusów regionalnych Sciences Po nie należy mylić z uczelniami używającymi nazwy "Sciences Po" oraz nazwy miasta a położonymi w Strasburgu, Lyonie, Grenoble, Bordeaux, Tuluzie, Aix-en-Provence, Lille i Rennes, która to nazwa przysługuje jedynie najbardziej prestiżowej instytucji - Instytutowi Nauk Politycznych w Paryżu oraz jego kampusom regionalnym.

### Poziom magisterski
Na poziomie magisterskim uczy się 10.000 uczniów, którzy realizują program w ramach jednej z sześciu szkół profesjonalnych:
- Szkoły Nauk Publicznych (École d'affaires publiques)
- Szkoły Nauk Międzynarodowych (Paris School of International Affairs)
- Szkoły Prawa (École de droit)
- Szkoły Dziennikarstwa (École de journalisme)
- Szkoły Zarządzania i Innowacji (École du management et de l'innovation)
- Szkoły Urbanistyki (École urbaine)

## Znani absolwenci
Sześciu z ośmiu prezydentów V Republiki Francuskiej studiowało na Sciences Po, w tym Georges Pompidou, François Mitterrand, Jacques Chirac, Nicolas Sarkozy (nie ukończył studiów), François Hollande, oraz Emmanuel Macron.
Ponad 20 innych głów państw i rządów studiowało na Sciences Po w tym: Chandrika Kumaratunga, prezydent Sri Lanki; Sir Austen Chamberlain, Minister Spraw Zagranicznych Wielkiej Brytanii oraz laureat Pokojowej Nagrody Nobla; Pierre Trudeau, premier Kanady; Książę Monako Rainier III; Pierre Werner, premier Luksemburga; Esko Aho, premier Finlandii; Salomé Zurabiszwili, prezydent Gruzji; José Socrates, premier Portugalii.
Sciences Po ukończyło również wielu dyplomatów i przywódców organizacji międzynarodowych, w tym: Simone Veil, dawna Przewodnicząca Parlamentu Europejskiego; Boutros Boutros-Ghali, dawny Sekretarz Generalny ONZ; Pascal Lamy, dawny Sekretarz Generalny Światowej Organizacji Handlu; Michel Camdessus oraz Dominique Strauss-Kahn, dawni dyrektorzy zarządzający Międzynarodowego Funduszu Walutowego; Jean-Claude Trichet, dawny prezes Europejskiego Banku Centralnego.
Do polskich absolwentów należą między innymi:
- Adolf Bocheński – pisarz i publicysta polityczny
- Iwo Byczewski – polski dyplomata
- Józef Retinger – założyciel grupy Bilderberg
- Michał Rostworowski – rektor Uniwersytetu Jagiellońskiego
- Jan Emeryk Rościszewski – menadżer branży finansowej, od 2022 Ambasador RP we Francji
- Sebastian Mikosz – polski ekonomista i menadżer, prezes PLL LOT w latach 2009-2011 i 2013-2015 oraz od 2024 prezes Zarządu Poczty Polskiej S.A.
- Sławomir Krupa – bankier, prezes Société Générale